# Elidh MacQueen
Eilidh Kate MacQueen (* 20. Mai 1986 in Troon, South Ayrshire, Schottland) ist eine britische Schauspielerin, Stuntfrau und ein Model.

## Leben
MacQueen wurde am 20. Mai 1986 in Schottland geboren. Ihr Vorname entstammten dem Gälischen und bedeutet „das Licht“. Neben Teilnahmen an verschiedenen Schauspielkursen besuchte sie auch die New York Film Academy. Sie lebte in Schottland, Dubai, Neuseeland, Thailand und Australien. Dort wirkte sie in mehreren Werbespots mit. Sie ist mit dem in Thailand bekannten Popsänger Louis Scott liiert.
Anfang der 2000er Jahre wurde Steven Seagal auf die junge Frau aufmerksam und MacQueen erhielt 2003 im Film Belly of the Beast die Rolle der Sara Winthorpe. Dort wird sie gemeinsam mit dem von Sara Malakul Lane dargestellten Charakter von Terroristen entführt und wartet auf die Rettung der von Seagal verkörperten Rolle. In unregelmäßigen Abständen folgten weitere Rollenbesetzungen in verschiedenen Filmproduktionen. So spielte sie 2005 in Sheesha die größere Rolle der Diana. 2012 fungierte sie in Trade of Innocents als Stuntdouble von Mira Sorvino in derer Rolle der Claire Becker. 2017 spielte sie im Actionfilm King Arthur and the Knights of the Round Table die Rolle der Krista.

## Filmografie (Auswahl)

### Schauspiel
- 2002: Dong phayaa fai
- 2003: Belly of the Beast
- 2005: Sheesha
- 2010: Full Love
- 2010: Shanghai
- 2014: Prêt à tout
- 2015: Trafficker
- 2016: The Fighters 3: No Surrender (Never Back Down: No Surrender)
- 2017: King Arthur and the Knights of the Round Table

### Stunts
- 2012: Trade of Innocents